# Kryteria autorstwa
Kryteria autorstwa – zgodnie z zaleceniami Międzynarodowego Komitetu Redaktorów Czasopism Medycznych (International Committee of Medical Journal Editors), autorem (lub współautorem) publikacji naukowej jest osoba, która brała znaczący udział w:
1. planowaniu badań lub analizie i interpretacji wyników,
2. pisaniu danego artykułu lub poprawianiu go w ważnych kwestiach merytorycznych,
3. zaakceptowaniu ostatecznej wersji wysłanej do czasopisma.

Wszystkie te trzy kryteria muszą zostać spełnione.